# ليس بيرونس
ليس بيرونس (بالإنجليزية: Les Perrons)‏ هو أحد جبال سلسلة جبال الألب شابلايس وجزء من القمة الأم يقع في كانتون فاليز، سويسرا. يبلغ ارتفاع الجبل حوالي 2674 متر، بينما يبلغ ارتفاع نتوء الجبل 179 متر.